# Сузана Бранковић
Сузана Бранковић (рођ. Динић) (Зајечар, 1. јун 1986), српска је певачица и професорка клавира и певања. Наступала је у музичкој групи Beauty Queens, која је била пратња Марији Шерифовић на Евровизији 2007. У филму Тома је отпевала песме Силване Арменулић.

## Биографија
Рођена је 1. јуна 1986. у Зајечару. Када је имала 6 година са мајком и братом се преселила у Београд, док јој је отац остао у Зајечару. У том периоду је паралелно ишла и у средњу музичку школу, а 2002. је уписала, а касније и завршила Факултет музичке уметности у Београду на одељку за клавир. Има и једног брата, који се такође бави музиком, али за разлику од ње он се бави музичком продукцијом и снимањем.

### Каријера
Први солистички наступ са концертом је имала са око 10 година на Коларцу у Београду, а након тога је имала и један концерт са лавовском филхармонијом у Украјини. Током периода 2003—07 је певала у академском хору “Collegium Musicum”, чији диригент је била Даринка Матић Маровић.
Према својим речима, каријеру као пратећи вокал је започела око 2004. са 18 година, када је са братом направила музички студио. Била је пратећи вокал многим певачима, попут Даде Топића и Драгане Мирковић, a 2006. је постала вокални солиста бенда Скандал.. На Беовизији 2007. је наступила са песмом Нудим ти срце своје, где је стигла до полуфинала и на крају завршила на 16. од 20 места, али је и добила титулу најбољег дебитанта.
На Песми Евровизије 2007. је заједно са Сањом Богосављевић, Иваном Селаков, Ксенијом Милошевић и Аном Миленковић била пратећи вокал Марији Шерифовић на песми Молитва. Та песма је евентуално била и победничка, а поједини новинари су пратећим вокалима дали надимак Beauty Queens, што је остао назив за каснију музичку групу коју су оне формирале.
Од 2008. је једно време радила као професор певања у певачкој школи Александре Радовић.

### Beauty Queens
Након победе на Евровизији 2007, Сузана је заједно са колегиницама које су биле пратећи вокал за Марију Шерифовић, и композиторима, основала групу Beauty Queens. Њихова прва песма је била Пет на један коју су извеле на Будви 2007. На Беовизији 2008. су наступили са песмом Завет, са којом су освојиле треће место у финалу. Учествовали су и на наредној Беовизији 2009. са Огњеном Амиџићем и Ђорђем Марјановићем, а завршили су на петом месту у финалу. Нешто после издавања првог албума група је престала са радом.

### Соло каријера (2013—)
Средином 2012. се верила са дугогодишњим дечком Петром Бранковићем, а венчали су се 23. маја 2013. године, приликом чега је она узела његово презиме, па је од тада позната као Бранковић уместо Динић. Те године је постала и стална сарадница Жељка Јоксимовића и у студију и на концертима, а са супругом је отворила и школу певања Supervoice & Pegart studio.
Са бендом Скандал је 2014. објавила свој први сингл Лута ми се, па је нешто касније снимила и Ништа опасно, Сама си бирала и Осети ме. Идуће године је са супругом добила њихово прво дете, а вест о томе је међу првима јавно објавила бивша колегиница из групе Ивана Селаков.
Крајем 2020. је почео да се снима филм Тома, и најпре је било предвиђено да песме Силване Арменулић отпева Илма Карахмет, али се она разболела током периода корона вируса. Пошто је требало ускоро да се крене са снимањем, Жељко Јоксимовић, који је са њом стално сарађивао од 2013, замолио ју је да отпева њене песме. Након што је Сузана отпевала песму Поноћ, Драган Бјелогрлић и Јоксимовић су били одушевљени, па је она дефинитивно одабрана да отпева Силванине песме уместо Илме Карахмет. Њен партнер за песму, који уједно пева и песме Томе Здравковића на филму и серији, био је Ацо Пејовић.

## Дискографија

### Са групомBeauty Queens
- Синглови: Пет на један(2007), Против срца (2007), Завет (2008), Ти или он (2008), Афродизијак (2009), Две исте (2010).
- Албум: Beauty Queens (2012).

### Синглови
- Помози ми (2016), Поноћ (2021) — Са Ацом Пејовићем.

### Вести и интервјуи
- „Држимо палчеве за песму број седамнаест”. Политика. Београд. 12. мај 2007. Приступљено 9. јануар 2024.
- „2007. Helsinki”. Evrovizija.rs. 12. мај 2007. Приступљено 9. јануар 2024.
- V., Đ. (7. јун 2012). „Verila se pevačica Suzana Dinić iz “Bjuti kvinsa””. Блиц. Приступљено 10. јануар 2024.
- „Udala se pevačica grupe "Bjuti kvins"”. Блиц. 24. мај 2013. Приступљено 10. јануар 2024.
- Весовић, Милен (14. април 2015). „Певачица се породила!”. Puls online. Приступљено 10. јануар 2024.
- Бранковић, Сузана (21. март 2022). „Сузана Бранковић Динић ексклузивно за "Свет Аустралија": Игром судбине сам постала Силвана у филму "Тома"”. Свет Аустралија (интервју). Интервју са Славицом Момаковић. Приступљено 8. јануар 2024.

### Званичне интернет странице
- „Beauty Queens - Suzana Dinić”. beautyqueens.org. 13. септембар 2008. Архивирано из оригинала 13. септембар 2008. г. Приступљено 9. јануар 2024.
- „O nama”. supervoice.rs. Приступљено 9. јануар 2024.